# Bisdom Antigonish
Het bisdom Antigonish (Latijn: Dioecesis Antigonicensis) is een rooms-katholiek bisdom met als zetel Antigonish, in Canada. Het bisdom is suffragaan aan het aartsbisdom Halifax-Yarmouth. 

## Geschiedenis
Het bisdom werd opgericht op 22 september 1844, als het bisdom Arichat, uit delen van het bisdom Halifax, en was suffragaan aan het aartsbisdom Quebec. Op 4 mei 1852 veranderde het van kerkprovincie en werd suffragaan aan het nieuw verheven aartsbisdom Halifax. Op 23 augustus 1886 veranderde het van naam naar het huidige bisdom Antigonish.
Op 7 augustus 2009 werd bekend gemaakt dat het bisdom een schikking van 15 miljoen dollar had getroffen in een class-action rechtszaak, opgezet door 125 slachtoffers van seksueel misbruik door priesters in de periode 1950 tot 2009. Om dit te betalen moest het bisdom leningen aangaan en grond verkopen. Op 26 september 2009 accepteerde paus Benedictus XVI het ontslag van bisschop Raymond Lahey, die was aangeklaagd wegens bezit van kinderporno. Aartsbisschop Anthony Mancini werd aangewezen als apostolische administrator. Begin 2012 werd Lahey veroordeeld tot 15 maanden celstraf en 2 jaar voorwaardelijk, die hij niet hoefde uit te zitten omdat het werd verrekend met de tijd die hij reeds had uitgezeten.

## Parochies
Het bisdom had in 2020 een oppervlakte van 18.800 km2 en telde 220.230 inwoners waarvan 56,5% rooms-katholiek was.

## Bisschoppen
- William Fraser (27 september 1844 - 4 oktober 1851)
- Colin Francis MacKinnon (21 september 1851 - 17 juli 1877)
- John Cameron (17 juli 1877 - 6 april 1910; coadjutor sinds 11 maart 1870)
- James Morrison (15 mei 1912 - 13 april 1950)
- John Roderick MacDonald (13 april 1950 - 18 december 1959; coadjutor sinds 3 maart 1945)
- William Edward Power (12 mei 1960 - 12 december 1986)
- Colin Campbell (12 december 1986 - 26 oktober 2002)
- Raymond John Lahey (5 april 2003 - 26 september 2009)
  - Anthony Mancini (apostolisch administrator: 26 september 2009 - 21 november 2009)
- Brian Joseph Dunn (21 november 2009 - 13 april 2019)
- Wayne Joseph Kirkpatrick (18 december 2019 - heden)

## Galerij van afbeeldingen

Wapen van het bisdom Antigonish
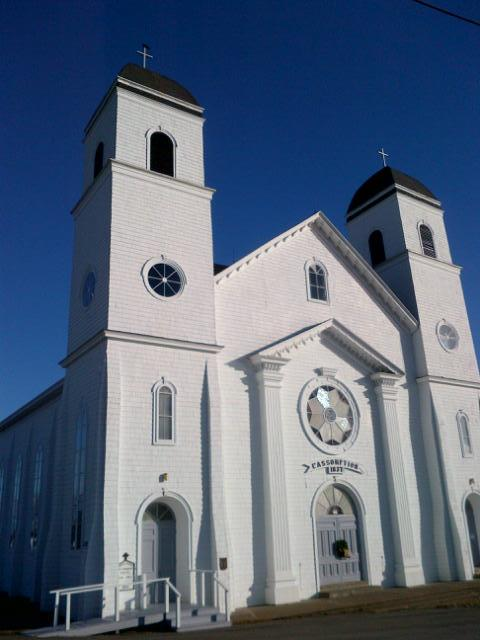
Voormalige kathedraal in Arichat

Halifax-Yarmouth (aartsbisdom) · Antigonish · Charlottetown